# Тумасян, Денис Александрович
Дени́с Алекса́ндрович Тумася́н (род. 24 апреля 1985, Киев) — российский футболист, защитник; тренер.

## Карьера игрока
Начал карьеру в ростовском СКА. Затем, при содействии Алексея Ерёменко оказался в финском «Яро» Якобстад. Первое время выступал в 3-й лиге, откуда в скором времени перешёл в основную команду. Всего в Финляндии провел 40 игр, забил 8 мячей.

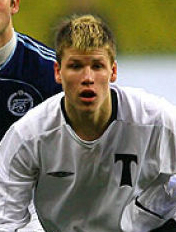
Денис Тумасян в составе «Торпедо»

После двух сезонов в Финляндии дебютировал в чемпионате России как игрок московского «Торпедо». С 2009 года игрок клуба «Урал» (Екатеринбург). Свой первый гол за команду забил 10 апреля 2010 года, открыв счёт на 30 минуте в гостевом матче против волгоградского «Ротора». Матч закончился победой «Урала» со счётом 2:1.
18 июня 2014 года перешёл в «Уфу» на правах аренды.

## Карьера в сборной
28 августа 2011 года был вызван в расположение национальной сборной Армении, однако так и не присоединился к команде. По мнению ряда СМИ, причина кроется в проблемах с документами.

## Семья
Отец — тренер Александр Тумасян. Братья Сергей и Александр также футболисты. Есть младший брат (род. 2008/2009).

## Достижения

### Командные
- Победитель Первенства ФНЛ: 2012/13
- Обладатель Кубка ФНЛ (2): 2012, 2013

### Личные
- Лучший защитник ФНЛ: 2012/13
- Лучшим бомбардир-защитник в ФНЛ: 2012/13